# Hervé Collot
Pour les articles homonymes, voir Collot.
Hervé Collot est un footballeur français devenu entraîneur né le 4 août 1932 au Val-d'Ajol (Vosges) et mort le 3 avril 2025 à Essey-lès-Nancy. 
Ce joueur évolue comme demi ou arrière au Football Club de Nancy dans les années 1950. 
Avec le club lorrain où il effectue toute sa carrière professionnelle, il est deux fois finaliste malheureux de la Coupe de France, d'abord en 1953, puis en  1962.
Il entraîne l'AS Nancy Lorraine de 1982 à 1984.

## Carrière de joueur
- 1952-1964 : FC Nancy (en division 1 et 2)
- 1964-1965 : FC Nancy (en CFA)

## Palmarès
- Champion de France D2 en 1958 avec le FC Nancy
- Vice-Champion de France D2 en 1960 avec le FC Nancy
- Finaliste de la Coupe de France en 1953 avec le FC Nancy
- Finaliste de la Coupe de France en 1962 avec le FC Nancy